# Hermeto Pascoal
Hermeto Pascoal (Arapiraca, 22 de junio de 1936) es un compositor, arreglista, productor musical y un virtuoso multiinstrumentista (principalmente pianista, bandoneonista, flautista, melodicista, saxofonista y guitarrista) de Brasil. Es considerado como una de las figuras más importantes de la historia de la música popular brasileña. Es mundialmente reconocido uno de los mejores improvisadores y más innovadores compositores contemporáneos, como un gran orquestador, destacándose principalmente en la creación de elaboradas melodías, armonías y ritmos, fusionando la música tradicional brasileña con el jazz y la experimentación, sumado la inclusión de todo tipo de instrumentos, como también por la utilización de un lenguaje musical de estilo propio, la cual él denomina «música universal».

## Biografía

### Inicios
Hermeto nació en un recóndito pueblo del noreste de Brasil: Lagoa da Canoa (entonces perteneciente a Arapiraca), en donde su familia trabajaba en el campo. Al ser albino, muchas veces estaba impedido de trabajar bajo la luz del sol por lo que pasaba horas explorando el acordeón de ocho bajos que tocaba su padre durante las festividades campesinas, donde se tocaba forró. Al poco tiempo, y con solo once años, logró gran calidad técnica y reemplazó a su padre en el bandoneón. También comenzó a tocar tamborín y flauta con sólo ocho años de edad, todos los instrumentos aprendidos de forma totalmente autodidacta. Con su hermano mayor, empezó a tocar todos estos instrumentos en toda clase de festividades locales. Hermeto también se caracterizaba desde ese entonces por su fascinación con la naturaleza y el sonido, lo que lo motivó a construir instrumentos musicales con objetos caseros para tocar junto a los pájaros, o hacer chocar metales en la herrería de su abuelo para probar cómo sonaban.
En 1950 su familia se mudó a Recife donde con 14 años debutaría como músico profesional interpretando bandoneón y flauta en las radios locales. Junto con sus hermanos, también albinos, comenzó a tocar el piano, formando su primer trío. Durante su adolescencia y juventud Hermeto se ganaría la vida tocando en clubs y radios, formando pequeñas agrupaciones y mudándose primero a Río de Janeiro en 1958 y luego a São Paulo en 1961 en busca de mejores oportunidades. Durante este tiempo Hermeto se convertiría en un eximio pianista y acordeonisista, lo que sumado a los otros instrumentos ya lo hacían un polifacético músico.

### Primeras agrupaciones
Desde la segunda mitad de los sesenta Hermeto contribuyó a diversos álbumes que ahora se consideran clásicos del post Bossa Jazz con figuras entre las que destacan Edu Lobo, Elis Regina y César Camargo Mariano. Cabe destacar la vinculación con Sivuca, otro gran músico acordeonista del noreste de Brasil, quien curiosamente también era albino. En 1964 formó el Sambrasa Trío, con Airto Moreira y el bajista Humberto Clayber, dedicados a tocar jazz al estilo estadounidense. En 1966 en pleno auge de los programas de televisión, Moreira, que tocaba en un grupo llamado Trío Novo, con el guitarrista Heraldo do Monte y el bajista Theo de Barros, animó a Hermeto a unirse al grupo, formando así el grupo que le dio a conocer internacionalmente: Quarteto Novo, uno de los más importantes grupos de música instrumental de la historia de Brasil. El grupo estaba provisto de una magnífica técnica y refinada armonía, y fue una de las claves de la fusión del jazz con los ritmos brasileros, con ellos grabaría un disco homónimo. Luego Hermeto formaría parte de la agrupación Brazilian Octopus, en donde tocaba flauta, y con quienes también grabó un disco. En 1968 Pascoal escribe su primer arreglo orquestal para la música de Gudin que se estrena en el Festival de la Canción de TV bajo el título de Choro do amor vivido.

### Carrera internacional

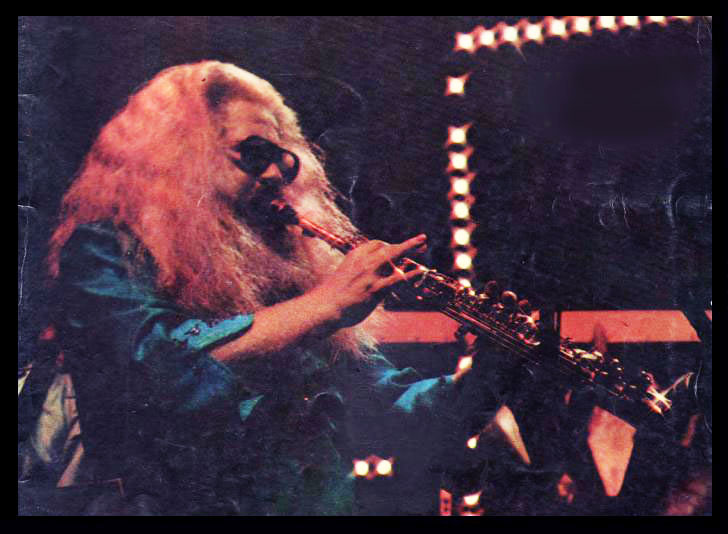
Pascoal en Buenos Aires en 1978.

Ya con una dilatada y reconocida experiencia, Hermeto se traslada en 1970 a Estados Unidos invitado por Airto Moreira para contactarse con la leyenda del jazz, Miles Davis quien le encarga algunos arreglos y luego la petición de que colabore en la grabación de su disco titulado Live evil el cual cuenta con dos composiciones originales de Hermeto. Miles Davis declararía entonces que «Hermeto es el músico más impresionante del mundo». Muchos de los temas que Miles quería incorporar al disco finalmente fueron guardados por Hermeto para luego grabar su primer disco solista para el sello Cobblestone titulado Hermeto y luego reeditado en CD bajo el nombre de Brazilian adventure.
Hermeto vuelve a Brasil en 1973 y graba un disco titulado A música livre de Hermeto Pascoal. Retorna en 1976 a los Estados Unidos, donde nuevamente graba otro disco, titulado Missa dos escravos, destacándose la utilización de gruñidos de animales en sus temas, lo que marcaría un precedente en su afán por la experimentación. Su próximo disco sería Zabumbê-bum-á lanzado en 1978. Con un gran repertorio de temas originales, Hermeto fue invitado a los festivales musicales más importantes del mundo como uno de los músicos más creativos y talentosos del momento. En 1978 fue invitado al Festival Internacional de Jazz de Sao Paulo y al año siguiente al prestigioso Festival de Jazz de Montreux en Suiza, donde además grabó su primer disco en vivo llamado Ao vivo Montreux Jazz Festival lo que significó su explosión definitiva como una super estrella del jazz de vanguardia. Luego sería invitado al Festival de Jazz de Tokio llamado Live under the sky logrando nuevamente un éxito arrollador. Al año siguiente (en 1980) edita su siguiente álbum llamado Cérebro magnético, uno de los más aclamados por la crítica especializada, que además le significó hacer una extensa gira por gran parte de Europa. Su próximo trabajo sería el disco llamado Hermeto Pascoal & Grupo (1982), el cual le daría continuidad a su obra única en múltiples dimensiones.

### Desarrollo y experimentación
El próximo disco de Hermeto, llamado Lagoa da Canoa, Município de Arapiraca (1984) significa un paso fundamental en la exploración musical de Hermeto, ya que incorpora lo que él llama «El sonido del aura» que se refiere a la musicalización de los sonidos y verbalizaciones cotidianas de la vida en la ciudad. Este cuenta con la participación del relator deportivo Osmar Santos, a quien se le «sacó» la melodía de su relato para la composición de un tema. Además este disco es un homenaje a su pueblo natal llamado igual que el disco, en donde Hermeto es además, ciudadano ilustre. Sus próximos discos titulados Brasil universo y Só não toca quem não quer lanzados en 1986 y 1987 respectivamente, representan el desarrollo de la versatilidad de Hermeto como compositor y la continuidad de su persistente exploración de elementos experimentales como los del «sonido del aura». Su próximo disco llamado Por diferentes caminos, lanzado en 1988, destacaría por ser su único disco solista donde Hermeto únicamente interpreta el piano, llegando a ser un gran aporte al desarrollo del complejo instrumento.
Entrando en la década de los 90', Hermeto ya es considerado como una leyenda viviente, por su genialidad y originalidad única en el mundo. En 1992, invitado por Polygram, graba un nuevo disco junto a su grupo, llamado Festa dos deuces. Tan pronto se lanza, realiza una gira por Europa incluyendo conciertos en Alemania, Suiza, Dinamarca, Inglaterra y Portugal. En 1995 realiza un gran concierto sinfónico en el Parque Lúdico do Sesc Itaquera en São Paulo usando los instrumentos gigantes del parque. Luego sería invitado por la UNICEF para realizar un concierto en Rosario (Argentina) junto a su grupo y frente a más de 2000 niños. El show se realizó dentro de una piscina montada en el escenario, tal como él lo requirió.

### Calendario del sonido

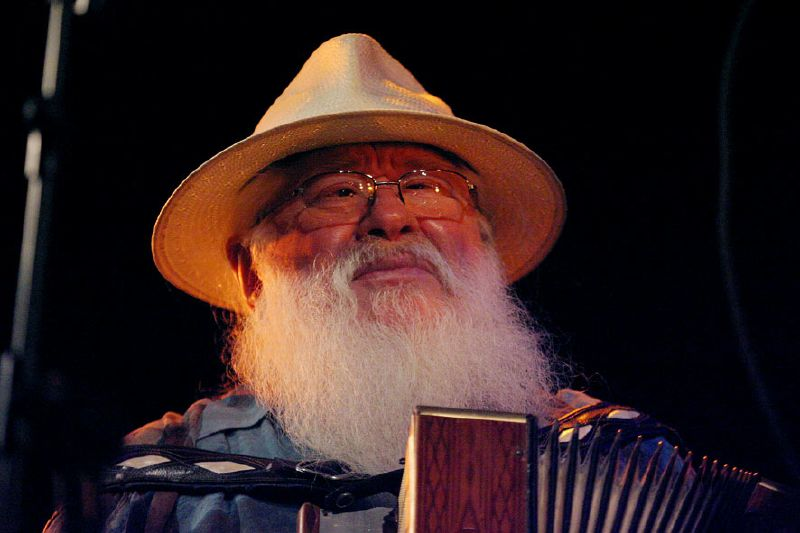
Hermeto Pascoal tocando sanfona

Gracias a su gran capacidad musical, Hermeto se embarcaría en un ambicioso emprendimiento creativo; componer un tema diario durante todo un año. Así entre el 23 de junio de 1996 y 23 de junio de 1997, Hermeto escribe Calendario do som (‘calendario del sonido’), un total de 366 composiciones musicales, una para cada día del año, en los más diversos géneros y que realizó con un tesón admirable. Su idea fue que cada persona tuviera una música para su cumpleaños dedicado por él. La publicación de este hermoso legado ocurrió en 1999 dando pie a que muchos músicos se atrevieran a interpretar y analizar sus temas. Resulta especialmente considerable el caso de la agrupación Itibere Orquestra Familia (lideradas por Itibere Zwarg, bajista de la banda Hermeto Pascoal e Grupo por más de treinta años) quienes realizaron arreglos de varios de estos temas para que finalmente en el año 2005 lanzaron un disco doble con veintisiete de estos arreglos. Igualmente, la agrupación argentina llamada Banda Hermética (en homenaje a Hermeto) con esta misma idea, arregló varios otros temas del libro para lanzar un disco en el año 2007. Ambos grupos cuentan con el consentimiento de Hermeto quien se ha mostrado muy feliz de haber propiciado estas iniciativas.

### SigloXXI
En 1999, lanzó el disco Eu e eles, disco en el cual Hermeto toca todos los instrumentos. Luego en 2003 lanza Mundo verde esperanza, compuesto de antiguos temas del disco inédito Mundo verde esperança de 1989, junto para su emblemático grupo, como también con nuevas composiciones. Todas ellas con tecnología de sonido actualizada. En 2006, junto a la cantante Aline Morena, con quien además Hermeto se contrajo matrimonio, lanzan Chimarrao con rapadura (‘mate con azúcar morena’), un nuevo disco que explora, como siempre, las raíces de la música brasileña, el jazz, y por supuesto la experimentación. En 2010, lanzó un nuevo disco llamado Bodas de latão nuevamente junto a Aline Morena en continuidad estilística con el disco anterior.
Hermeto Pascoal, un compositor muy prolífico, tiene grabados cerca de 3000 temas y otros 1000 temas escritos aún sin grabar.
Sus composiciones han sido interpretadas por la Orquesta Sinfónica de Brooklyn, la Filarmónica de Berlín, la Orquesta Sinfónica de Sao Paulo y otras por el estilo, además ha sido uno de los músicos brasileños más influyentes de la segunda mitad del siglo XX. Hermeto Pascoal ha tocado con los más grandes de la música brasileña e internacional, como Elis Regina, Ron Carter o Raúl de Souza, y participó en el homenaje al gran bandoneonista argentino Astor Piazzolla en Buenos Aires. Además de toda su trayectoria se destaca por ser un multinstrumentista virtuoso con cada uno de los instrumentos que toca, llegando a ejecutar profesionalmente alrededor de 50 instrumentos, sumado a todos lo que el mismo construye con prácticamente cualquier objeto disponible. Además utiliza gruñidos de animales o sonidos de juguetes en sus composiciones.
Durante 2009 realizó una gira por varias ciudades de Sudamérica incluyendo São Paulo, Recife, Brasilia, Goiânia, Santiago de Chile y Buenos Aires.
A sus 88 años, Hermeto sigue activo como compositor e intérprete, presentándose en cinco formatos diferentes:
- Hermeto Pascoal y Big Band
- Hermeto Pascoal y Orquesta Sinfónica
- Hermeto Pascoal y Grupo
- Hermeto Pascoal solo

### Celebración de los 80 años
Tras la separación con Aline Morena, y la trágica muerte del saxofonista Vinícius Dorin en 2016, Hermeto es homenajeado en Brasil por su cumpleaños 80. Lejos del retiro, Hermeto prefiere realizar una gira con su banda a lo largo de Brasil, acompañado de muchos de los integrantes históricos de la misma, tales como Jovino Santos-Neto, Nené, además de los nuevos integrantes Joao Paulo Ramos Barbosa en saxo, y Ajurinã Zwarg en batería. Junto con la gira, la celebración continuó con 3 álbumes lanzados en 2017; el primero una grabación de 1976 titulada Viajando com o som y editada por primera vez, el segundo un álbum con su Big Band titulado Natureza Universal, por último un álbum doble de Hermeto Pascoal e Grupo titulado Viajando com o som, derrochando calidad.   
En 2017 Hermeto Pascoal e Grupo está compuesto por:

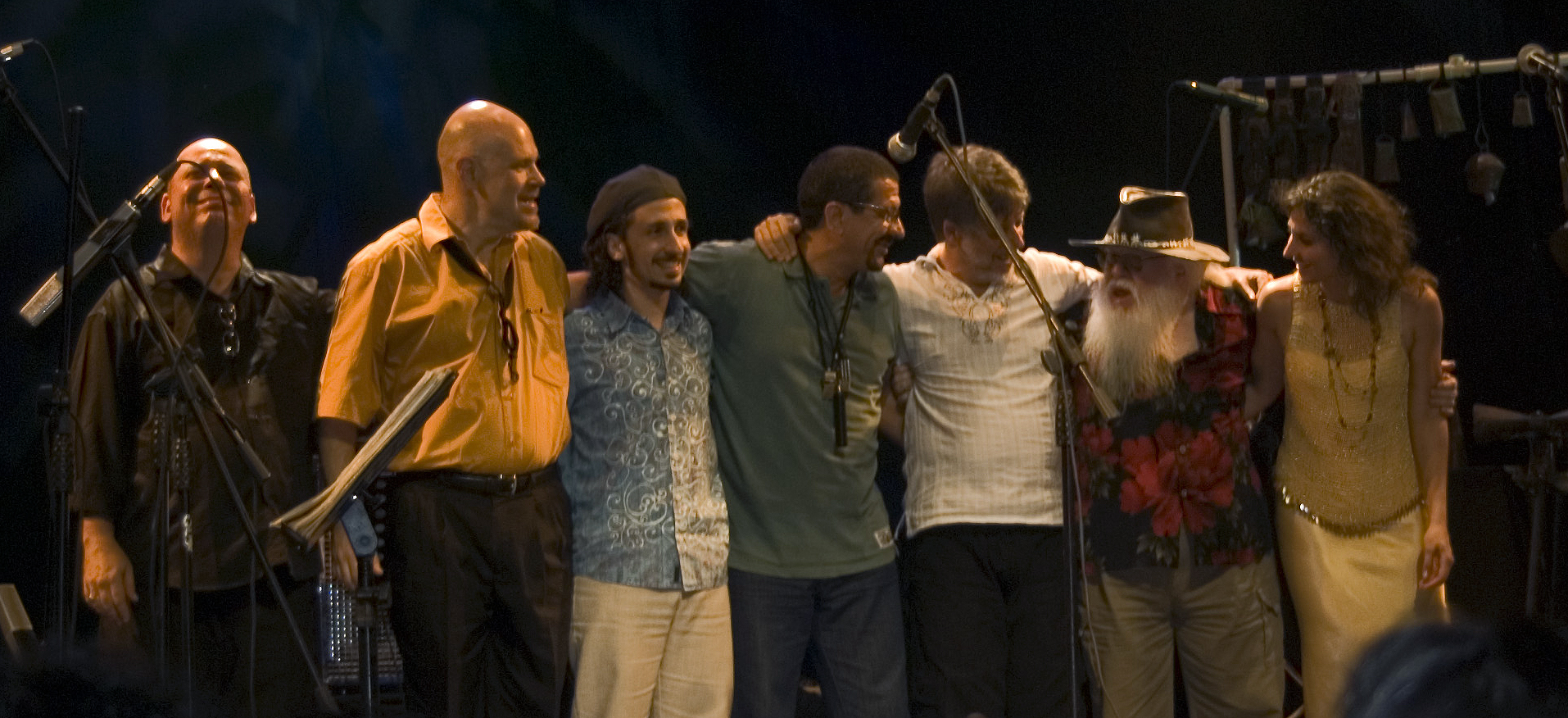
Hermeto Pascoal y grupo en Santiago de Chile, 2009. De izquierda a derecha: Marcio Bahia, Vinicius Dorin, André Marques, Fabio Pascoal, Itiberê Zwarg, Hermeto Pascoal y Aline Morena

- Hermeto Pascoal (compositor, director y multiinstrumentista).
- André Marques (piano).
- Fabio Pascoal (percusión).
- Itiberê Zwarg (bajo eléctrico).
- Ajurinã Zwarg (batería).
- Joao Paulo Ramos Barbosa (saxos y flautas).

## Discografía

### Solista
- Pra voce, Ilza (2024)
- Planetário da Gávea (2022)
- Made of Music (2018)
- E sua visão original do forró (2018)
- Natureza Universal (2017)
- Viajando com o som (2017, grabado en 1976)
- No Mundo dos Sons (2017)
- The Monash Sessions (2013)
- Bodas de latão (2010, con Aline Morena)
- Chimarrão com rapadura (2006, con Aline Morena)
- Mundo verde esperança (2003)
- Eu e eles (1999)
- Festa dos deuses (1992)
- Por diferentes caminhos (1988)
- Só não toca quem não quer (1987)
- Brasil universo (1986)
- Lagoa da Canoa, Município de Arapiraca (1984)
- Hermeto Pascoal & Grupo (1982, reeditado en CD bajo el título The Legendary Improviser)
- Cerébro magnético (1980)
- Ao vivo Montreux Jazz Festival (1979)
- Zabumbê-bum-á (1979)
- Trindade (1977)
- Missa dos escravos (1976)
- A música livre de Hermeto Pascoal (1973)
- Hermeto (1970, reeditado en CD bajo el título Brazilian Adventure)

### En conjunto
- Opa: Goldenwings (1976)
- Di Melo (1975)
- Airto Moreira: Seeds on the ground (1971)
- Airto Moreira: Natural feelings (1970)
- Duke Pearson: It could only happen to you (1970)
- Miles Davis: Live evil (1970)
- Brazilian octopus (1969)
- Quarteto Novo (1967)
- Sambrasa Trio Em som maior (1966)
- Conjunto Som 4 (1964)
- Hermeto, Tapajós & Peranzzetta Solos do Brasil

### Extras
- Brasil Musical - Série Música Viva - Pau Brasil E Hermeto Pascoal (1996)
- Instrumental No Ccbb - Renato Borghetti E Hermeto Pascoal (1993, con Renato Borghetti)
- Montreux Jazz Festival (1982)
- Stone Alliance - Hermeto e Márcio Montarroyos (1980)
- Seeds On The Ground - The Natural Sounds Of Airto (1971)
- Natural Feelings (1970)